# Rauchenödt
Rauchenödt ist eine ehemalige Gemeinde und heutige Katastralgemeinde der Gemeinde Grünbach  im Unteren Mühlviertel in Oberösterreich.

## Ortsgliederung
Die Katastralgemeinde liegt östlich von Freistadt und konstituierte sich nach den Reformen 1848/1849 zur selbständigen Gemeinde, die bis 1868 dem Amtsbezirk Freistadt und danach dem Bezirk Freistadt zugeteilt war. Zusammen mit Lichtenau erfolgte 1874 die Vereinigung mit Grünbach zur heutigen Gemeinde.
In der Katastralgemeinde Rauchenödt liegen die Ortschaften Heinrichschlag (111 Einwohner), Mitterbach (54 Einwohner), Oberrauchenödt (217 Einwohner) sowie Teile von Unterrauchenödt.

## Geschichte
Das früheste Schriftzeugnis ist von 1286 und lautet „Rauchenode“. Der Name ist zu mittelhochdeutsch ruch gebildet. Er bedeutet raue Ödnis. Der Flurname ging auf die Siedlung über.
Ende des 19. bis Anfang des 20. Jahrhunderts lautete der Name der Ortschaft Rauhenödt, welches auf den Winterbrauch der Raunächte zurückzuführen sein dürfte. Früher war die dortige Kirche St. Michael ob Rauchenödt von sehr großer Bedeutung. Von weit her, wie auch von Buchers im Böhmerwald wurden die Toten zum Weihen hergebracht, da man glaubte, dass dem Geweihten der Himmel sicher stand.
Später wurde die Ortschaft zu „Rauchenödt“ umbenannt. Vermutlich, da es im Dorf mehrmals große Brände gegeben hat. Innerhalb von 10 Jahren (1895 bis 1905) hat es in dem Dorf 3 Mal einen Großbrand gegeben. Am 29. September 1895 wurden 9 Häuser, am 22. April 1900 7 gleiche Häuser, und am 16. Juni 1905 insgesamt 8 Häuser von dem Großbrand erwischt. Der Brand im Jahr 1905 wurde von einem 11-jährigen Schulknaben gelegt. Ein paar Tage davor hatte er bereits ein Feuer gelegt, jedoch selbst wieder gelöscht. Nach dem Großbrand wurden von der Pfarre Spenden für die Betroffenen gesammelt.
Erst ein Jahr davor (1904) wurde die Freiwillige Feuerwehr Rauchenödt gegründet.
In den darauffolgenden Jahren gab es weiterhin öfter Brände. 129 Jahre nach dem Großbrand am 29. September 1895, ist am selben Tag, in der Nacht von 29. auf 30. September 2024 in einem damals vom Brand betroffenen Haus, wieder ein Feuer ausgebrochen.

## Ehemalige Bürgermeister
Bevor die Gemeinde Rauhenödt zur Gemeinde Grünbach im Jahr 1875 eingegliedert wurde, waren folgende Bürgermeister im Amt:
| Amtszeit  | Name             |
| --------- | ---------------- |
| 1850–1864 | Joseph Etzn      |
| 1864–1870 | Johann Traxler   |
| 1870–1873 | Johann Mader     |
| 1873–1874 | Anton Ottensamer |